# Contraste ecográfico

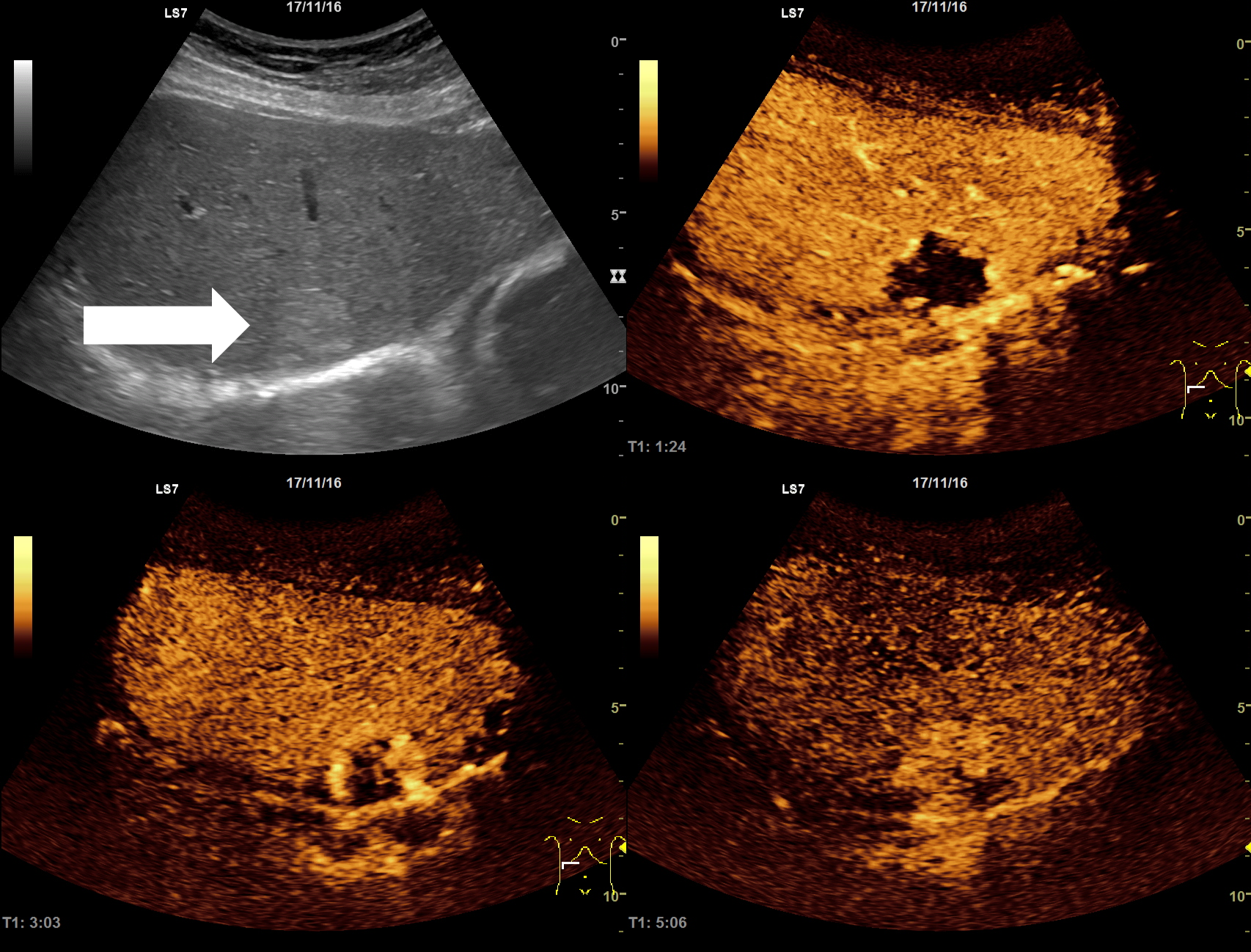
Comparación de la vista de un hemangioma hepático en ecografía en modo B (escala de grises) y usando contraste ecográfico

Los  contrastes ecográficos o ecopotenciadores son sustancias que se introducen en el cuerpo para poder visualizar mejor distintas parte del cuerpo a través de la ecografía y conseguir una mejor rentabilidad diagnóstica. 

## Composición
El ecopotenciador aprobado por la Unión Europea y que actualmente se usa es una suspensión de microburbujas de hexafloruro de azufre en suero y para su uso es necesario firmar un consentimiento informado. También son muy empleados los de microcristales de galactosa, dependiendo del servicio de radiodiagnóstico.

## Vías de administración
La vía de administración más empleada en la actualidad es la intravenosa, es decir, se inyecta el contraste en una vía venosa periférica y a partir de ahí se va distribuyendo por el cuerpo, llegando a la zona de estudio. La inyección debe ser de manera uniforme, y hay dos maneras de llevarla a cabo: en bolo y en bolo diluido.

## Resultados
En un estudio multicéntrico español llevado a cabo en 17 centros, se determinó que en el 91,6% de los casos, la ecografía con ecopotenciador aumentó el rendimiento diagnóstico con respecto a la ecografía basal. Asimismo, en el 69,2% de los casos, el uso del contraste permitió dar un resultado con certeza.

## Efectos adversos
Los ecopotenciadores son muy seguros, es por ello que tienen muy pocos efectos adversos, comparándolos con los contrastes yodados aplicados en radiología (en la tomografía axial computarizada) o los de gadolinio empleados en resonancia magnética. Las reacciones por hipersensibilidad son mucho menos frecuentes. 
Se estima que estas reacciones aparecen una vez cada 10.000 casos. Estas reacciones suelen manifestarse por una disminución de la presión arterial y otra clínica asociada, que varía de uno a otro caso (disnea, opresión torácica, picores, eritema). En casos extremos se han descrito reacciones
cardiacas (angina e infarto). 

Además no son ni nefrotóxicos ni tirotóxicos.

## Contraindicaciones
Las contraindicaciones son básicamente cuatro :
- Embarazadas y mujeres en periodo de lactancia.[6]
- Patologías coronarias severas (se han detectado tres casos de muerte por este motivo).
- Pediatría.
- Ecografía ocular y craneal si hay sospecha de rotura microvascular.